# Чемлево
Чемлево (пол. Czemlewo, нім. Schemlau) — село в Польщі, у гміні Домброва-Хелмінська Бидґозького повіту Куявсько-Поморського воєводства.
Населення — 280 осіб (2011).
У 1975-1998 роках село належало до Бидгощського воєводства.

## Демографія
Демографічна структура станом на 31 березня 2011 року:
|          | Загалом | Допрацездатний вік | Працездатний вік | Постпрацездатний вік |
| -------- | ------- | ------------------ | ---------------- | -------------------- |
| Чоловіки | 138     | 37                 | 92               | 9                    |
| Жінки    | 142     | 39                 | 78               | 25                   |
| Разом    | 280     | 76                 | 170              | 34                   |